# Kuripan (Teluk Gelam)
Kuripan is een bestuurslaag in het regentschap Ogan Komering Ilir van de provincie Zuid-Sumatra, Indonesië. Kuripan telt 1367 inwoners (volkstelling 2010).